# Elán
Elán – słowacki zespół pop-rockowy założony w 1969 przez 
Jožo Ráža, Juraja Farkaša, Vašo Patejdla i Zdeno Baláža. Reprezentant Słowacji w kwalifikacjach do 38. Konkursu Piosenki Eurowizji z utworem „Amnestia na neveru”.

## Dyskografia
- Ôsmy svetadiel (1981)
- Nie sme zlí, Kamikadze lover (1982)
- Elán 3 (1983)
- Nightshift (1984)
- Hodina slovenčiny, Schoolparty (1985)
- Detektívka (1986)
- Missing (1987)
- Nebezpečný náklad (1988)
- Rabaka, Midnight in the city (1989)
- Netvor z čiernej hviezdy Q7A (1991)
- Legenda 1, Legenda 2 (1992)
- Hodina angličtiny (1994)
- Hodina nehy (1995)
- Classic, Hodina pravdy, Legenda 3 (1997)
- Legenda 4, Elán Unplugged (1998; 2 CD)
- Jožo… (1999; 2 CD)
- Láska je stvorená, Legenda 5 - Posledná… (2000)
- Neviem byť sám (2001)
- Otázniky/Všetko čo máš (2001)
- Elán 3000 (2002)
- Tretie oko (2003)
- Elán: Megakoncert (2004)
- Unplugged Carnegie Hall NY (2007)